# João Kléber Show
João Kléber Show foi um programa de televisão brasileiro produzido e exibido pela RedeTV! entre 5 de junho de 2016 e 16 de março de 2025, indo ao ar aos domingos com apresentação de João Kléber. A direção do programa é de Rafael Paladia, que também dirigiu outros programas do apresentador, como o Teste de Fidelidade (em suas duas fases, entre 2013 e 2015 e entre 2023 e 2024), Você na TV (em suas duas fases, entre 2013 e 2016, e entre 2017 e 2022) e Te Peguei na TV (entre 2015 e 2016).

## Antecedentes
Recontratado pela RedeTV! em novembro de 2012, João Kléber sempre manifestou apresentar um programa dominical, voltado para o entretenimento com musicais e humor em formato similar ao Cassino do Chacrinha e Chico City com Chico Anysio Show. O projeto chegou a ser cancelado devido a contenção de despesas, mas a emissora voltou atrás e confirmou a estreia do programa inicialmente para 22 de maio de 2016, adiando-a para 5 de junho devido a uma viagem do apresentador à Itália para gravar uma entrevista com o tenor Andrea Bocelli. Com a estreia do dominical, o Você na TV foi cancelado em 6 de maio de 2016, mas ganhou uma nova temporada em abril de 2017 e João passou a conciliar os dois programas.

## Histórico
Inicialmente o programa era um show de calouros com participações de humoristas, resgatando o lado "Chacrinha" de João Kléber, que apresentou os últimos programas do Velho Guerreiro na Globo antes do seu falecimento em 1988. Os calouros eram avaliados por um corpo de jurados formado pelo produtor Carlos Eduardo Miranda (ex-jurado dos programas Ídolos, Astros e Qual é o Seu Talento?, todos do SBT), pela atriz e repórter Íris Stefanelli e pelos cantores Ovelha e Nahim. Outros quadros do programa eram o "Cópia Perfeita", no qual apresentam-se covers de cantores famosos, e o "Por Onde Anda Você?", o qual trazia artistas de sucesso no passado que estavam afastados da mídia. Além de números humorísticos do apresentador (que já imitou no programa John Travolta, Beyoncé, Michael Jackson, Lady Gaga, entre outros), o programa contava também com um espaço em que são transmitidas pegadinhas e entrevistas feitas pela dupla Batata e Bolachinha com celebridades. Bolachinha se apresentou como calouro na estreia do programa, mas foi recontratado pela produção do programa como um assistente de palco, sendo dispensado após a mudança de formato da atração.
Desde então, o João Kleber Show se baseou somente na transmissão de pegadinhas, a maioria delas inéditas, repetindo o formato do extinto Te Peguei na TV, apresentado no mesmo horário entre 2015 e 2016. De 2022 à 2024, o programa também exibiu reportagens, quadros e pegadinhas com famosos, num formato similar ao extinto Pânico na TV.
Em 14 de agosto de 2016 estreou o quadro "O Ranchinho", sátira do reality show A Fazenda. Nele participaram subcelebridades, que ficavam confinados numa casa pequena e desorganizada. Entre os participantes estavam a funkeira Renata Frisson (Mulher Melão), a ex-integrante do humorístico Pânico Sylvia Kubala (conhecida como a Vovó da Fiel), a atriz Marcia Imperator, a DJ e modelo Sabrina Boing Boing e o modelo Gabriel Lucas, conhecido por ser o cover oficial do jogador Neymar. O reality foi encerrado em 30 de outubro, tendo Sabrina Boing Boing como vencedora. 
Em 22 de janeiro de 2017, estreia um novo reality no programa, o A Casa da Tentação, tendo Tamires de Oliveira como a grande vencedora. A prova final foi uma disputa numa banheira, em formato idêntico ao quadro exibido pelo Domingo Legal na segunda metade da década de 1990. Por um período, a atração também contava com quadro dos segredos, que foi ao ar pela primeira vez em 14 de agosto de 2016 no mesmo formato do Você na TV, sendo retirado do dominical em abril de 2017 quando o vespertino voltou ao ar.
No dia 24 de dezembro de 2017, véspera de Natal, foi exibido o "João Kleber Show Especial Chacrinha - 100 anos de alegria", que prestou uma homenagem ao centenário de nascimento do apresentador. A direção do programa foi assinada por Elias Abrão, Rafael Paladia e Leleco Barbosa, filho de Chacrinha. Com um cenário remetendo ao clássico “Cassino do Chacrinha”, o especial teve a participação de Sérgio Reis, Byafra, Jane e Herondy, Markinhos Moura, Rosemary, Amado Batista, Simony, Sidney Magal, Silvio Brito, Gilliard, Sandra de Sá, Almir Rogério, entre outros que marcaram presença nos programas de Chacrinha, além de um corpo de jurados formado por Chiquinho Scarpa, Nelson Rubens, Sonia Abrão, Vanessa de Oliveira, Márcia Gabrielle e Alexandre Frota. O especial foi encerrado com uma apresentação da escola de samba Acadêmicos do Grande Rio, que viria a homenagear o centenário de Chacrinha no Carnaval do Rio de Janeiro em 2018. O Especial Chacrinha foi reexibido pela RedeTV! em quatro oportunidades: em 5 de janeiro de 2019 (um sábado à tarde), 3 de abril de 2020 (dentro do especial RedeTV! 20 Anos), 3 de dezembro de 2023 e 16 de março de 2025, antecedendo a última exibição do programa.
Em março de 2018 estreia o quadro "Atrizes x Modelos", um desafio com atrizes das pegadinhas enfrentando modelos convidadas pelo programa com gincanas e um jogo de perguntas e respostas. Entretanto, o quadro foi exibido em apenas uma semana.
No dia 31 de março de 2019, o João Kleber Show exibiu um programa especial em homenagem ao humorista Marquinhos Martini, que fazia parte do elenco das pegadinhas do programa. O ator morreu no dia anterior aos 70 anos no Hospital das Clínicas de São Paulo, onde estava internado em tratamento contra um câncer no cérebro. A causa da morte foi falência múltipla de órgãos.
A partir de fevereiro de 2022, em virtude de alterações na programação da RedeTV!, o programa passou a ser exibido mais cedo, às 18h30, além de ganhar uma reprise nas noites de terça-feira. Com a estreia de Geral do Povo, em janeiro de 2024, o João Kleber Show foi remanejado para a faixa das 16h durante o período de transmissões da temporada regular da NFL, voltando para a faixa noturna, às 21h35, quando os jogos não eram exibidos. Em abril do mesmo ano, após uma nova reformulação na grade dominical, o programa passou a ser exibido mais cedo, às 20h15, após o Geral do Povo.
O João Kléber Show era frequentemente utilizado como um tapa-buraco na programação da RedeTV!, preenchendo lacunas em diferentes horários com uma seleção de pegadinhas. Esta prática tem sido uma estratégia recorrente da emissora para ocupar espaços vagos na grade de programação tanto pela rede quanto por afiliadas que optam por exibi-lo em horários alternativos.
Foi ao ar pela última vez em 16 de março de 2025, deixando a grade da RedeTV! após 9 anos de exibição. O programa foi substituído pelo Para Aqui, novo dominical de João Kleber, a partir da semana seguinte.

## Elenco
- Alex Duran
- Amanda França
- Iara Ferreira
- Jaqueline Marques
- Jordana Guimarães
- Karolina Santos
- Luna Alves
- Márcia Caroline Bastos
- Monaliny Soares
- Monique Bertolini
- Paloma Neves
- Priscila Lopes
- Rayssa Melo
- Rafaela Dias Gomes
- Jacqueline Pilon
- Tanny Silva
- Valquíria Martini
- Toninho Tornado (Anteriormente)
- Netto Tomaz (Anteriormente)
- Levi Cavalini (Anteriormente)
- Juarez Andrade (Anteriormente)
- Rogério Gonçalves (Anteriormente)
- Marquinhos Martini (Anteriormente)

## Recepção

### Audiência
A estreia do programa marcou 1,9 pontos, com picos de 5, na Grande São Paulo. Na primeira metade de 2017, o JK Show chegou a consolidar 3 pontos com picos de 4, derrotando o Pânico na Band em algumas oportunidades. Em 2018, já sem a concorrência do humorístico extinto no fim do ano anterior, voltou a alcançar médias de 3 pontos e picos de 4, consolidando o terceiro lugar e chegando a ocupar a vice liderança em alguns minutos não consecutivos, derrotando a RecordTV. Nos anos seguintes o programa foi perdendo público e atualmente tem consolidado abaixo de 2 pontos de média. O atual recorde foi obtido em 25 de novembro de 2018, quando consolidou 5,2 pontos de média com picos de 6 e share de 10,7%, chegando a ocupar o segundo lugar no Ibope por 11 minutos.

### Crítica
Ao publicar uma crítica negativa no Observatório da Televisão para Pesadelo na Cozinha, Endrigo Annyston disse que o João Kléber Show gera "dúvidas sobre a veracidade dos casos apresentados".